# Piedra negra (micosis)
Se llama Piedra negra a un tipo de infección micótica superficial causada por hongos que dan lugar a los nódulos irregulares del pelo en el cuero cabelludo de los humanos y animales. Los nódulos son duros, color marrón negruzco, firmemente adheridos al cabello. Es causada por un hongo dematiáceo de la división Ascomycota denominado Piedraia hortae.

## Epidemiología
La entidad es frecuente en áreas húmedas tropicales y semitropicales, donde hay lluvias abundantes, son climas que favorecen a que se desarrolle este tipo de micosis. El agente etiológico se encuentra en el ambiente y se sospecha que se encuentra en el suelo. Se ha registrado en ambos sexos y en todas las edades.